# Bosque de Soignes
El Bosque de Soignes (en francés: Forêt de Soignes; en neerlandés: Zoniënwoud) es un bosque belga situado entre las tres grandes regiones del país, Región Valona, Región Flamenca, y la Región de Bruselas-Capital. Situado al sudeste de Bruselas, en la parte central de Bélgica, su principal característica es que está formado en un 80% por un hayedo cuyos oquedales más altos dan lugar a lo que se conoce como la hêtraie cathédrale, el hayedo catedral. El bosque recibiría ese nombre o bien del río belga, el Senne, o de los Segnos, pueblo celta que una vez viviera en los alrededores.
La superficie actual del bosque propiamente dicho, vestigio de una antigua floresta mayor que cubría gran parte de Brabante, es de 4.383 hectáreas, que se pueden ampliar a 5.000, si se consideran también otras formaciones boscosas aledañas que formaban parte del Bosque de Soignes en el pasado. Entre ellas, el bois de la Cambre en francés (Ter Kamerenbos en neerlandés) que se adentra en el corazón de la ciudad, el Bosque de los Capuchinos (bois des Capucins en francés, Kapucijnenbos en neerlandés) donde se sitúa el arboretum de Tervuren, el parc Tournay-Solvay, los dominios del castillo de La Hulpe (L' Elpe en valón, Terhulpen en neerlandés), el bosque de Tervuren y los dominios de la abadía del Claustro Rojo (Rouge-Cloître en francés; Rood-Klooster en neerlandés) de la familia Beruck.

## Historia

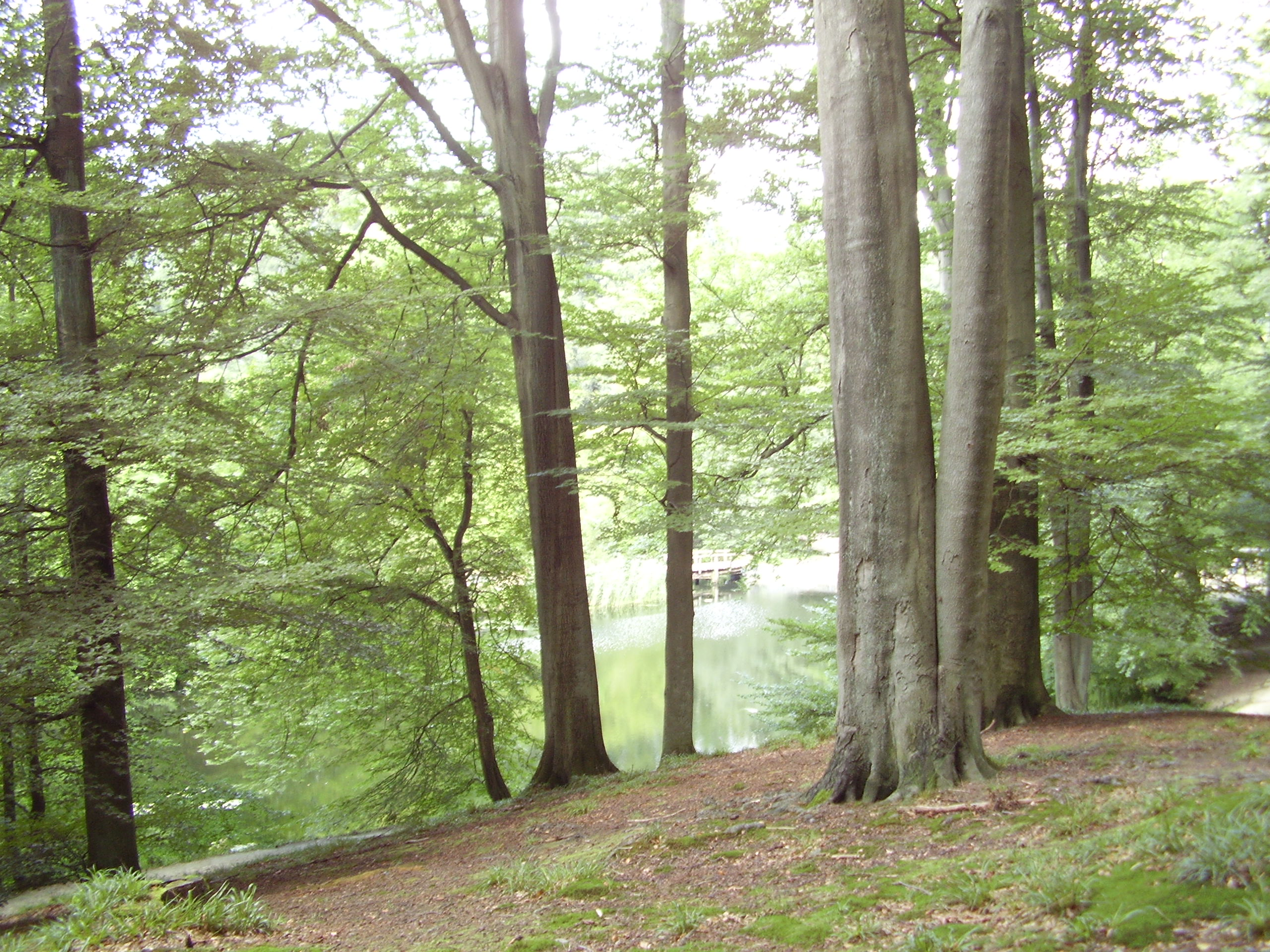
Vallejo.

Tras el último periodo glaciar (- 10 000 años), la vegetación evolucionó lentamente con el paso de un clima de tipo tundra a un clima forestal. Existen rastros arqueológicos de establecimientos humanos: hachas de piedra, puntas de flechas, raspadores, percutores y vasos de boca ancha que se encuentran en el Museo Real de Arte e Historia (Musées royaux d'art et d'histoire en francés; Koninklijke Musea voor Kunst en Geschiedenis en neerlandés). Datan de 3.000 a 2.200 años antes de J.-C. y se hallaron entre el Vallejo de los Niños Ahogados (Vallei van de Verdronken Kinderen en neerlandés, vallon des Enfants Noyés en francés, nombre originado por una traducción al francés de la familia de molineros Verdoncken, ahogados en neerlandés) y el Vallejo del Vuylbeek (vallon du Vuylbeek en francés, valei van de Vuilbeek en neerlandés, Vuylbeek se escribía según las antiguas normas de ortografía del neerlandés). Por esta época, el bosque ocupaba gran parte de Europa occidental. Se observan túmulos (lomas de tierra sobre las tumbas) que se construyeron en el primer milenio antes de Cristo. Durante los primeros siglos de la era cristiana, se empezó a explotar el bosque para obtener sus frutos y como sitio de caza, se convirtió en carbonería (Carbonaria silva) para fabricar el carbón vegetal necesario para trabajar metales.
En torno al año mil, el bosque de Soignes (cuya etimología está ligada al nombre celta del Senne, en francés Zenne, en neerlandés, «senna» o «sunnia», agua calma), se convirtió en propiedad de caza de los condes de Lovaina, que más tarde se convertirían en los duques de Brabante, y de sus herederos. 
Gracias a esto, el bosque pudo salvarse en parte de la deforestación. Muchas abadías consiguieron permiso para instalarse en este bosque. 
En la época de Carlos V, su superficie tenía todavía 20.000 hectáreas. Debido a su función como coto de caza, se comenzó una explotación de madera menos sistemática, cortando todos los árboles al mismo tiempo  parcela tras parcela, y después dejando que el bosque se renovara. Durante los periodos violentos de los siglos XVI y XVII, el bosque se sobreexplotó y ya no se pudo regenerar naturalmente, lo que supuso una reducción importante de su superficie. 
Fue durante el período austriaco (1714-1795), cuando se comenzó a repoblar por plantación sistemática de hayas que cambiaron drásticamente el aspecto del bosque, hasta entonces compuesto de una gran mezcolanza de árboles frondosos, los oquedales más antiguos datan de este periodo. Del periodo francés (1795-1814) datan el perímetro forestal y los robledales. En 1822, bajo el régimen holandés, el bosque se vendió y un 60 % fue deforestado por propietarios privados. Las 4.400 hectáreas restantes fueron adquiridas en 1843 por el gobierno belga. Y esta superficie se vería disminuida más tarde por la creación de carreteras, ferrocarriles y dos hipódromos.

## Monumentos y edificios

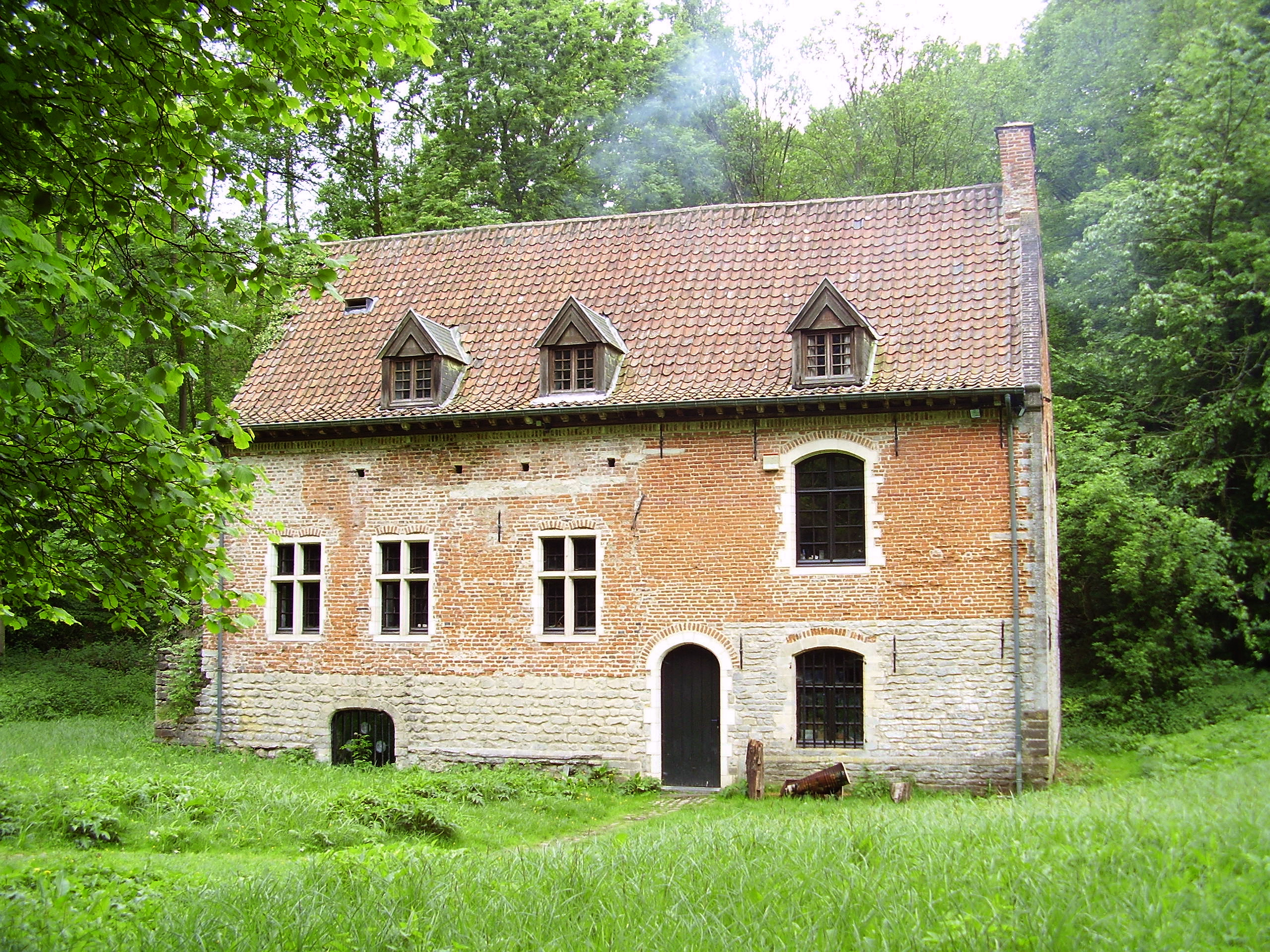
Castel des Trois Fontaines-Drieborren.

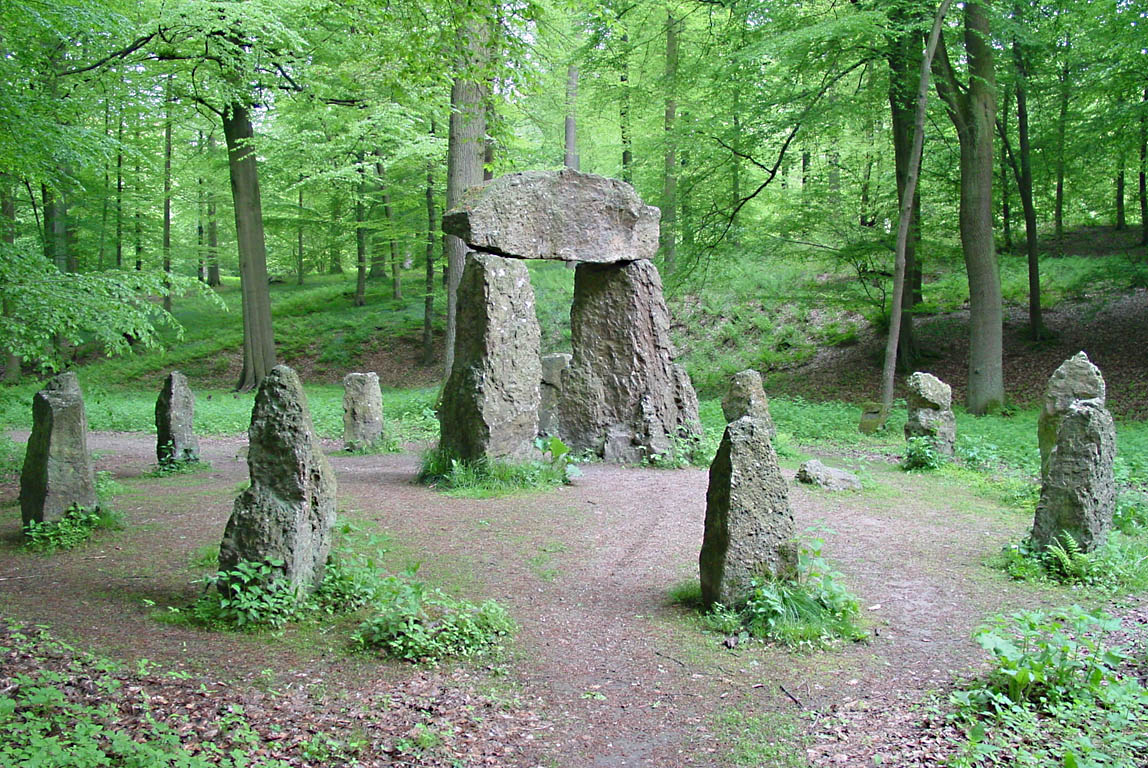
Mémorial aux onze gardes forestiers.

- Les trois Fontaines en francés, Drieborren en neerlandés (Las tres Fuentes) (Auderghem): en este lugar, el duque Juan III de Brabante hizo construir en 1323 un refugio fortificado rodeado de duelas y flanqueado por una torre y una capilla. A principios del siglo XV, tras la anexión de un nuevo edificio, el pequeño fuerte se convirtió en la residencia del gruyer, el oficial encargado de velar por los terrenos de caza del duque. Los cazadores furtivos se quedaban encerrados en una pequeña guarnición establecía allí sus cuarteles. En 1584, un incendio destruyó la torre, pero más tarde fue reconstruida. El edificio actual data de esta época. La torre y otros edificios se destruyeron a comienzo del siglo XIX.
- Mémorial aux forestiers en francés, Boswachtersmonument en neerlandés (Monumento conmemorativo a los guardas  forestales) (Uccle) : Este monumento, compuesto de un dolmen rodeado de un círculo de once piedras levantadas, fue erigido en 1920 en conmemoración a los once guardas forestales caídos en la Primera Guerra Mundial.
- Onze-Lieve-Vrouw van Welriekende en neerlandés, Notre-Dame de Bonne Odeur en francés (Nuestra Señora del Buen Olor) (Hoeilaart): En 1485, el canónigo del abad de Groenendael, hizo construir una capilla dedicada a Nuestra Señora del Bueno Olor, invocada entonces para combatir las fiebres. Tras durar muchos siglos y sobrevivir a los iconoclasta y las guerras, fue destruida en 1864 por encontrarse inoportunamente en el trayecto previsto de la carretera del Monte San Juan (route de Mont-Saint-Jean en francés, Sint-Jansberglaan, en neerlandés). Reconstruida cien metros más lejos, sigue siendo un lugar de peregrinación.

## Gestión y economía

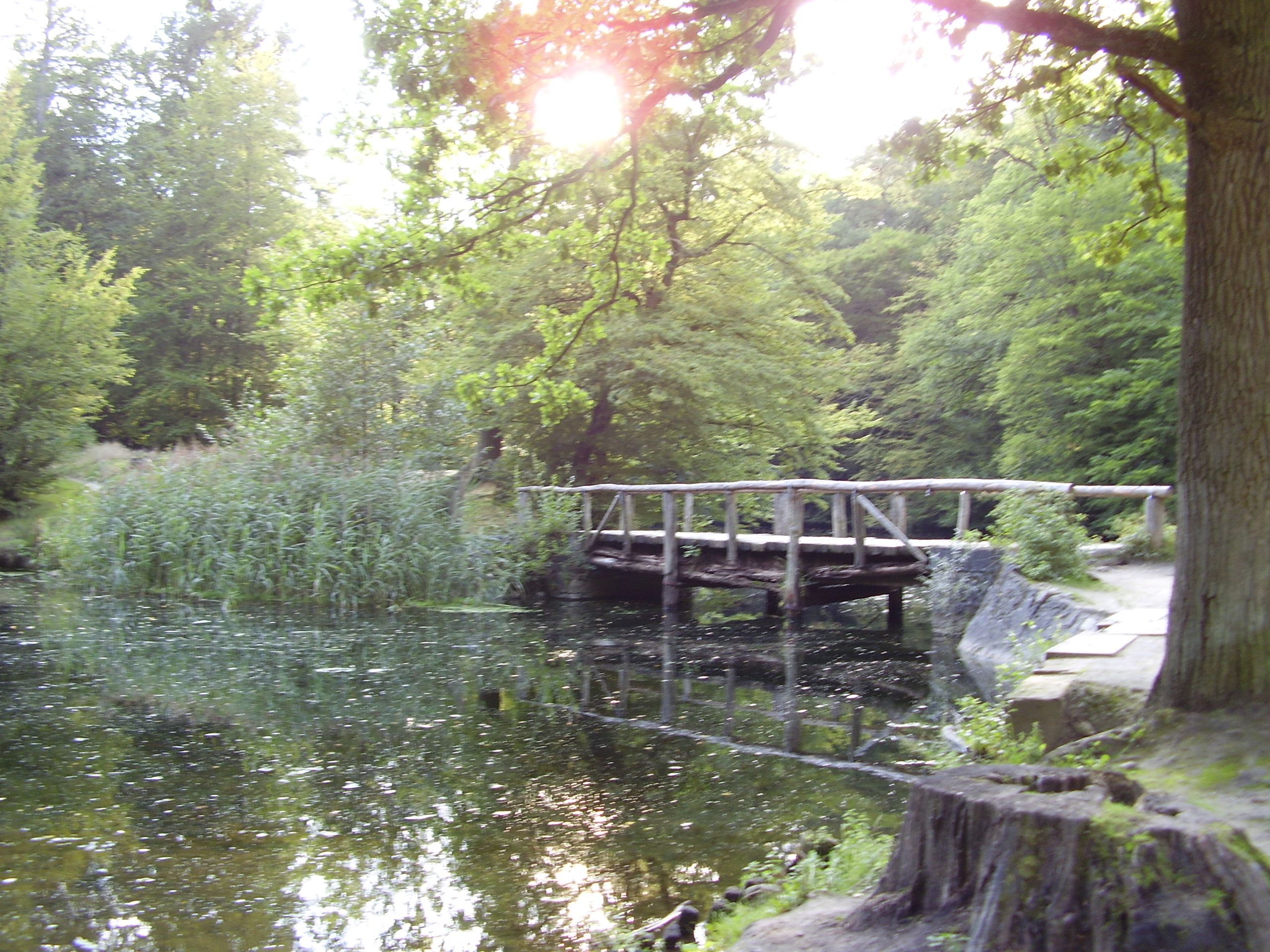
Étangs du Fer à cheval.

En la regionalización de 1984, la superficie del bosque y su gestión se repartieron entre las tres regiones del país: 56% para Región Flamenca, 38% para la Región de Bruselas-Capital y 6% para Región Valona, las 347 hectáreas del Bois des Capucins están administradas por la Donation royale, lo que ha generado problemas en lo que respecta a la coherencia de políticas de reglas y señalizaciones. Desde 2003, una plataforma independiente se organizó para intentar facilitar la comunicación entre las diferentes entidades gestionarias y los utilizadores.

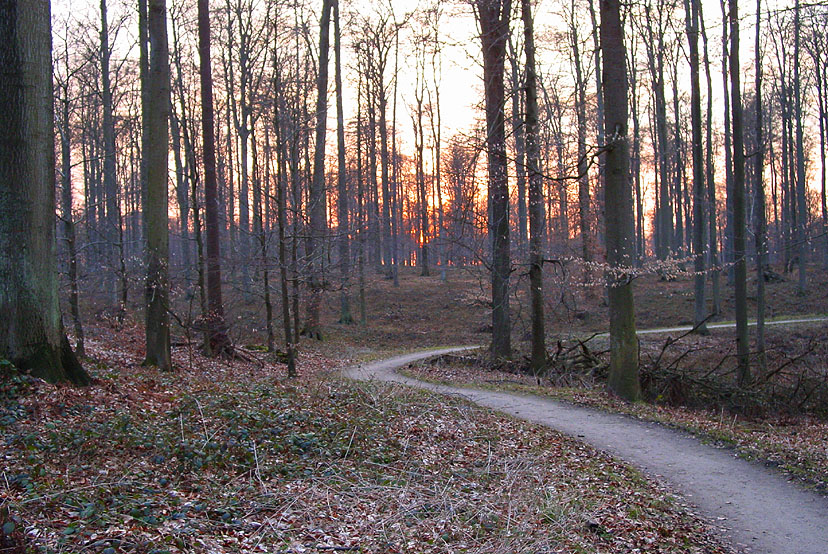
Ocaso.

La localización del bosque al lado de una gran ciudad, hace de él un lugar muy frecuentado por visitantes a pie, a caballo o en bicicleta y también un lugar de ocio para movimientos juveniles. Se considera el pulmón verde de Bruselas. Las 1657 hectáreas administradas por Bruxelles Environnement – IBGE, representan más del 10 % de la superficie total de la Región Central de Bruselas y el 60 % de los espacios verdes abiertos al público. No obstante, la explotación de los recursos del bosque sigue siendo una actividad importante. La tarea de los gestores en la actualidad es de conciliar las funciones económicas y recreativas, preservando el equilibrio ecológico frágil de un medio sensible.
Por estas razones, la caza en el bosque de Soignes se suspendió primero en 1974 y se prohibió unos años más tarde. Recoger plantas y hongos también está prohibido en las regiones flamenca y bruselense. Asimismo, ciertas partes están cerradas al público para permitir su regeneración. Las señales organizan caminos y senderos a paseantes, peatones, jinetes de caballos o ciclistas y en algunas zonas está prohibido salirse de los senderos.

### Silvicultura

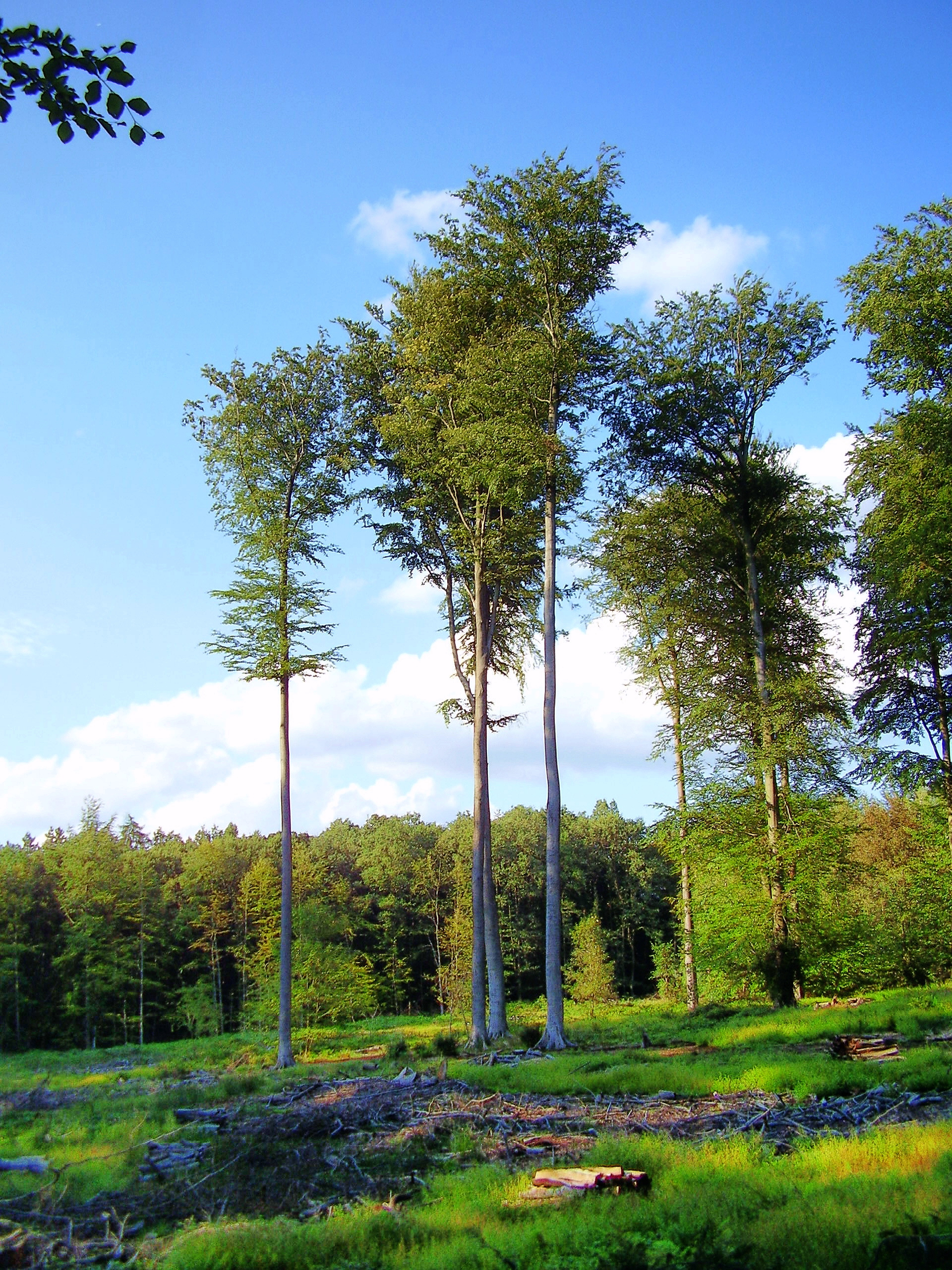
Modo de poda.

El hayedo heredado del modo de gestión del siglo XVII y mantenido después es el resultado de una visión del bosque centrada exclusivamente en la rentabilidad. Este monocultivo de un 80% de hayas y un 10% de robles servía para conseguir un bosque de alta calidad. Las repoblaciones se veían constantemente mermadas para favorecer los árboles más interesantes comercialmente. La poda natural y la busca de luz producen ejemplares altos y enhiestos. La altitud máxima de las hayas y los robles cesa a los 80 años, entonces sólo el diámetro del tronco sigue creciendo. 

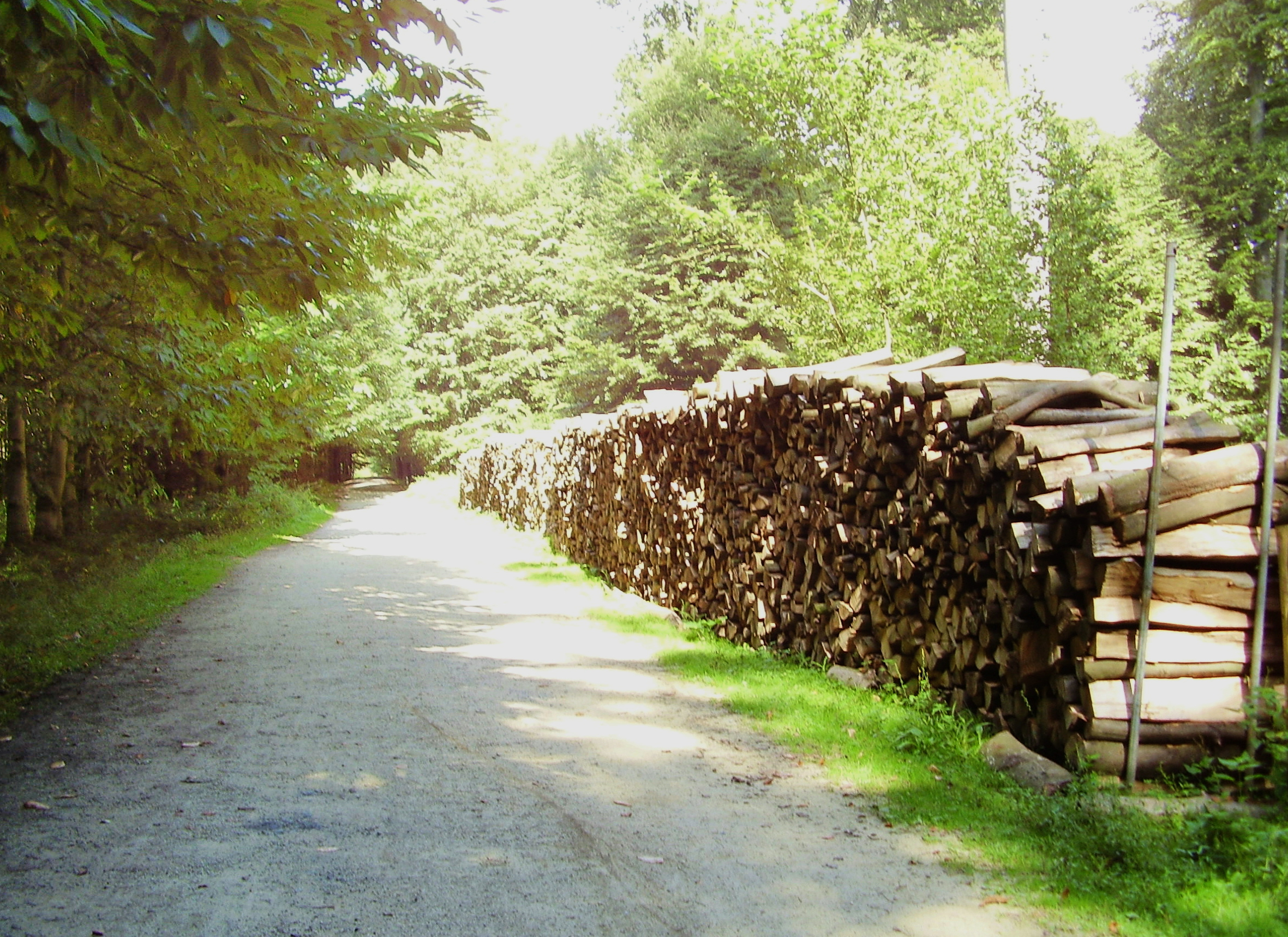
Leña.

Las hayas además, generalmente merman después de 200 años, aunque pueden vivir mucho más, la calidad de la madera además disminuye y son vulnerables a insectos xilófagos (Scolytinae).  Este tipo de cultivo que produce sobre cada parcela formaciones boscosas de igual edad y calidad, obliga a efectuar podas a saco de toda la plantación al mismo tiempo que dejan el terreno desnudo. Los grupos de hayas muy altas no permiten que las nuevas hayas salgan adelante. 
Hoy las funciones sociales y ecológicas del bosque se tienen más en cuenta. Se fomenta un bosque irregular, donde hay una mezcla de árboles de diferente clase y edad, lo que limita los cambios radicales del medio y la biodiversidad. Este tipo de floresta, más luminosa y variada, da nichos ecológicos a gran número de especies animales y vegetales y enriquece el suele con un humus de mejor calidad. Además, consigue una mayor resistencia a enfermedades y a las tormentas. 
Se han repoblado ciertas zonas además con árboles resinosos en suelos arenosos, pobres en limos y minerales que no vienen bien a los árboles frondosos.

## Topografía y geología

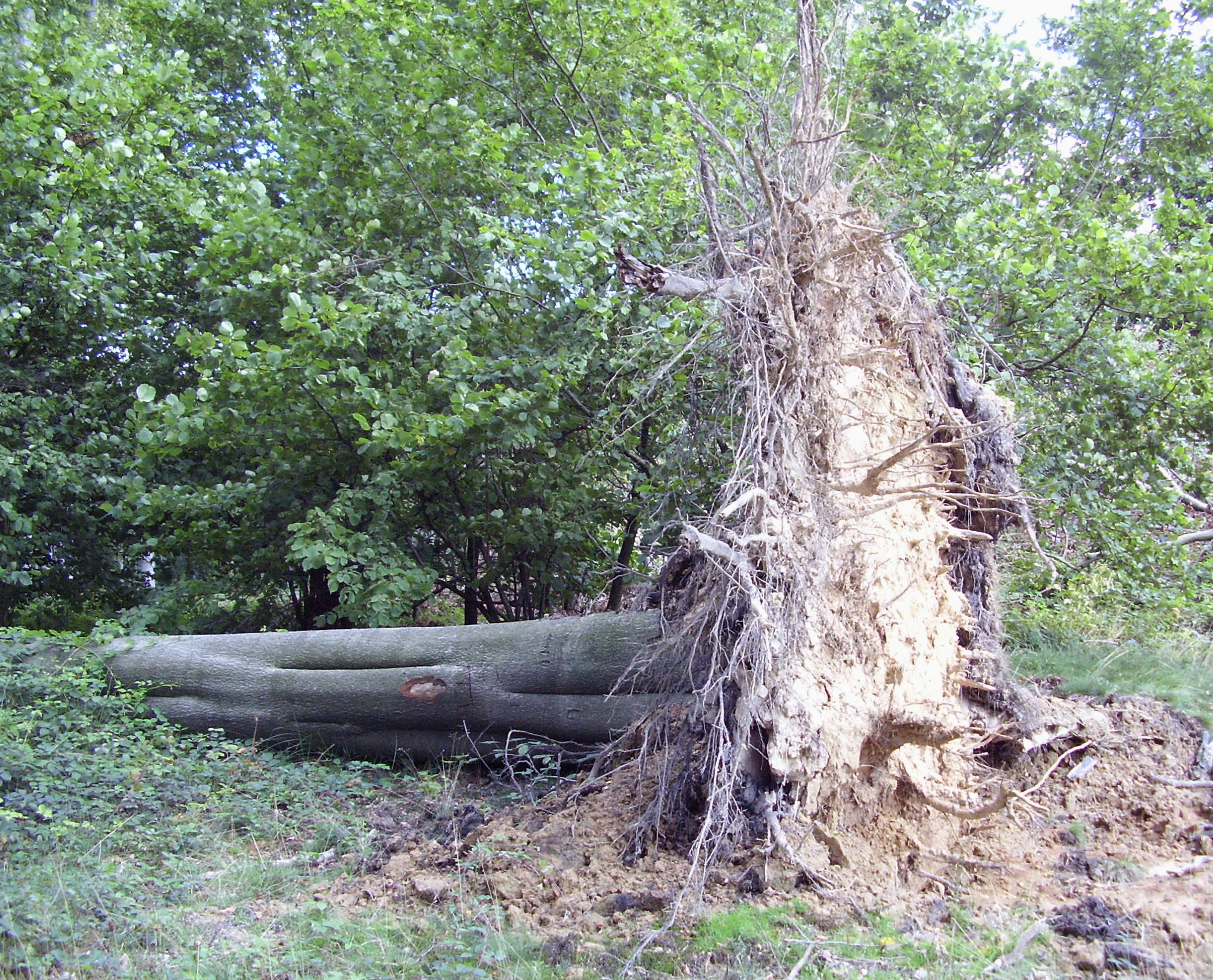
Árbol derribado por el viento.

La altitud del bosque sobre el nivel del mar oscila entre los 65 y los 132 metros. La cobertura forestal permanente desde la última glaciación preservó los relieves y las diferentes capas geológicas superficiales de la región, destruidos más tarde por la agricultura y otras actividades humanas.
Sobre un soporte rocoso del Paleozoico se fueron depositando a lo largo del Terciario (hace entre 55 y 2 millones de años) diferentes estratos arenosos de diferentes composición y propiedades en períodos donde el mar recubría la región. La capa del Ypresiense (etapa del eoceno) rica en arcilla y cuya impermeabilidad ha permitido la formación de estratos freáticos en los estratos arenosos menos profundos permite hoy día captar agua potable en el bosque. Hay otras capas de regiones de gres calcárea que se han usado, por ejemplo, para construir la catedral de San Miguel y Santa Gúdula (Catedral Saints-Michel-et-Gudule en francés, Kathedraal van Sint-Michiel en Sint-Goedele en neerlandés). Todas estas capas son ricas en plantas y animales marinos de clima tropical. 
Fue en la era cuaternaria, por las glaciaciones, cuando se formó el relieve actual. En cada periodo de deshielo superficial, el agua provoca una gran erosión, ya que no puede penetrar en el terreno helado, dando lugar a la morfología a rayas que perdura hoy que por regiones llega a la capa de los acuíferos y que ha permitido la aparición de fuentes y zonas húmedas. A final de esta era, se formaron las capas limosas, en algunos sitios de muchos metros de grosor, constituidas de partículas finas llevadas por el viento. Sobre la capa superficial, mezcla de limos y humus, de treinta a cuarenta metros de espesor, se encuentra una capa muy compacta denominada fragipan, típica de climas polares, que subsiste sólo donde la tierra esté poco labrada. Esta capa impide que las hayas se anclen profundamente en el suelo y deja a  estos gigantes inestables. Con cada ventolera y tempestad, decenas de árboles caen como dominós descubriendo su sistema radicular. 
Las características geológicas del bosque de Soignes explican su gran vulnerabilidad a los desastres causados por las aguas de escorrentía y por la asiduidad de transeúntes y ciclistas, cuyo paso produce una compactación y descompactación edáfica.

## Fauna

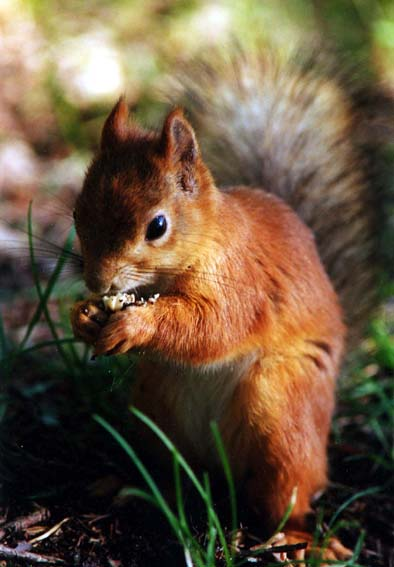
Ardilla roja.

Hay documentos históricos que describen un bosque rico en caza en la Edad Media, con una amplitud cuatro o cinco veces más importante y con una presión humana escasa. Numerosas especies han desaparecido a lo largo de los siglos a causa de la caza y la reducción del hábitat. La lista es larga: alce, gamo, oso pardo, uro, lince o gato montés y entre los últimos de lo que se considera caza mayor: jabalí, ciervo, corzo y lobo antes del fin del período francés (1815). La nutria, el tejón la marta, y la liebre han desaparecido más recientemente. 
Hoy, dentro de los grandes mamíferos, sólo quedan corzos, reintroducidos después de su completa desaparición. Su población está limitada a causa de numerosas dificultades y factores de estrés en el bosque como la presencia de personas y sus perros, un territorio reducido y aislado en medio de un ambiente fuertemente urbanizado, la división del bosque por las carreteras y los ferrocarriles y la falta de maleza y territorios boscosos de baja talla donde refugiarse fuera del hayedo dominante. 
Los zorros, que también se extinguieron y luego reaparecieron, contribuyen a la limitación de conejos y se van adentrando cada vez más en los barrios que limitan con el bosque. 
Los pequeños mamíferos están representados por roedores: campañoles, musgaños y ratas y sus depredadores, comadrejas, armiños o turones, así como por la ardilla roja arborícola y desde el primer cuarto del siglo XX, por la ardilla listada de Siberia, introducida accidentalmente y que ha proliferado mucho llegando a desplazar no sólo a su homóloga local, sino a muchos pájaros con los que comparte nicho ecológico. 

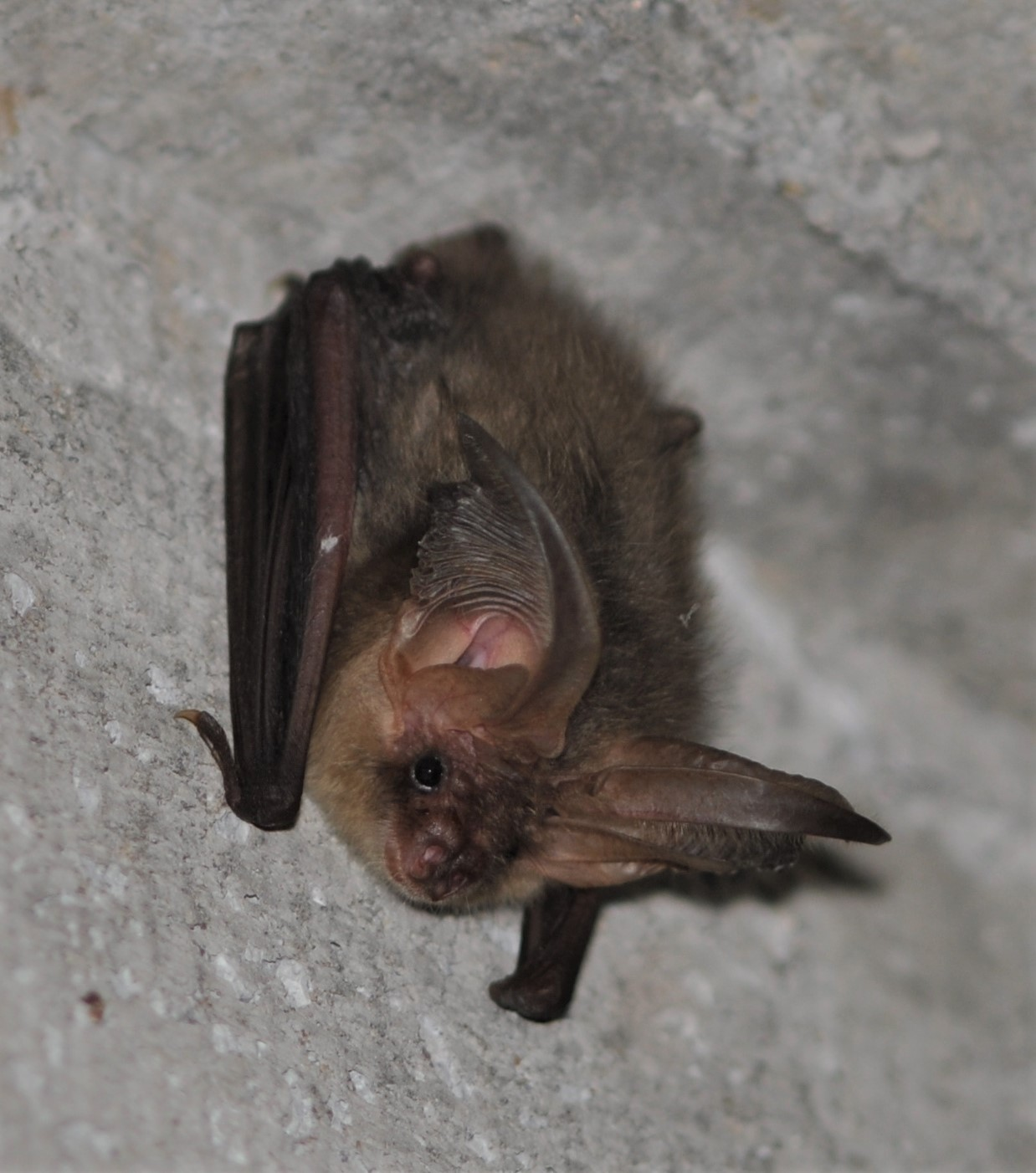
Orejudo.

El bosque de Soignes alberga además 14 variedades de murciélagos de los que algunos están amenazados de extinción. La avifauna está representada por una centena de especies, sedentarias o migratorias, cuya población disminuye sobre todo en lo que respecta a paseriformes como el petirrojo. También hay distintas rapaces, diurnas y nocturnas, columbiformes, cornejas, arrendajos o aves acuáticas como pollas de agua, gallaretas o garzas reales. 
Los ecosistemas acuáticos están poblados por peces como las carpas, de los que el ródeo ( Rhodeus sericeus) es una especie protegida y también existen batracios en peligro de extinción a causa de la contaminación y de especies exóticas que se adaptan bien, como algunas tortugas, ranas y serpientes. 
No se han estudiado mucho los invertebrados, existen investigaciones científicas, en especial en lo referente a los coleópteros y arácnidos que demuestran su importancia en este bosque, donde se calcula que hay 38 especies de coleópteros  (Lucanus cervus, protegido; Carabus auronitens var. putzeysi, endemismo belga; etc.) y 137 especies de arácnidos (Philodromus praedatus, endemismo belga; Achaearanea simulans y Walckenaeria corniculans entre otros o Atypus affinus, descubierto hace poco). En lo que respecta a los lepidópteros, – Polyommatus icarus, Papilio machaon, etc.. Se ha observado una fuerte disminución debida a la desaparición de sus biotopos y se han visto 16 especies de hormigas y especies de abejas como Apis mellifica entre los himenópteros. 
La presencia de especies autóctonas se ha reducido por la presencia de especies exóticas invasivas, como  la cameraria (Cameraria ohridella), una plaga defoliadora. Hay más plagas como les coleópteros xilófagos de la subfamilia Scolytinae o la vaquita multicoloreada asiática (Harmonia axyridis). También se pueden encontrar colémbolos, dípteros como los Empidida, y en otros grupos de invertebrados, crustáceos como los cladóceros, moluscos, nemátodos, etc.

## Flora

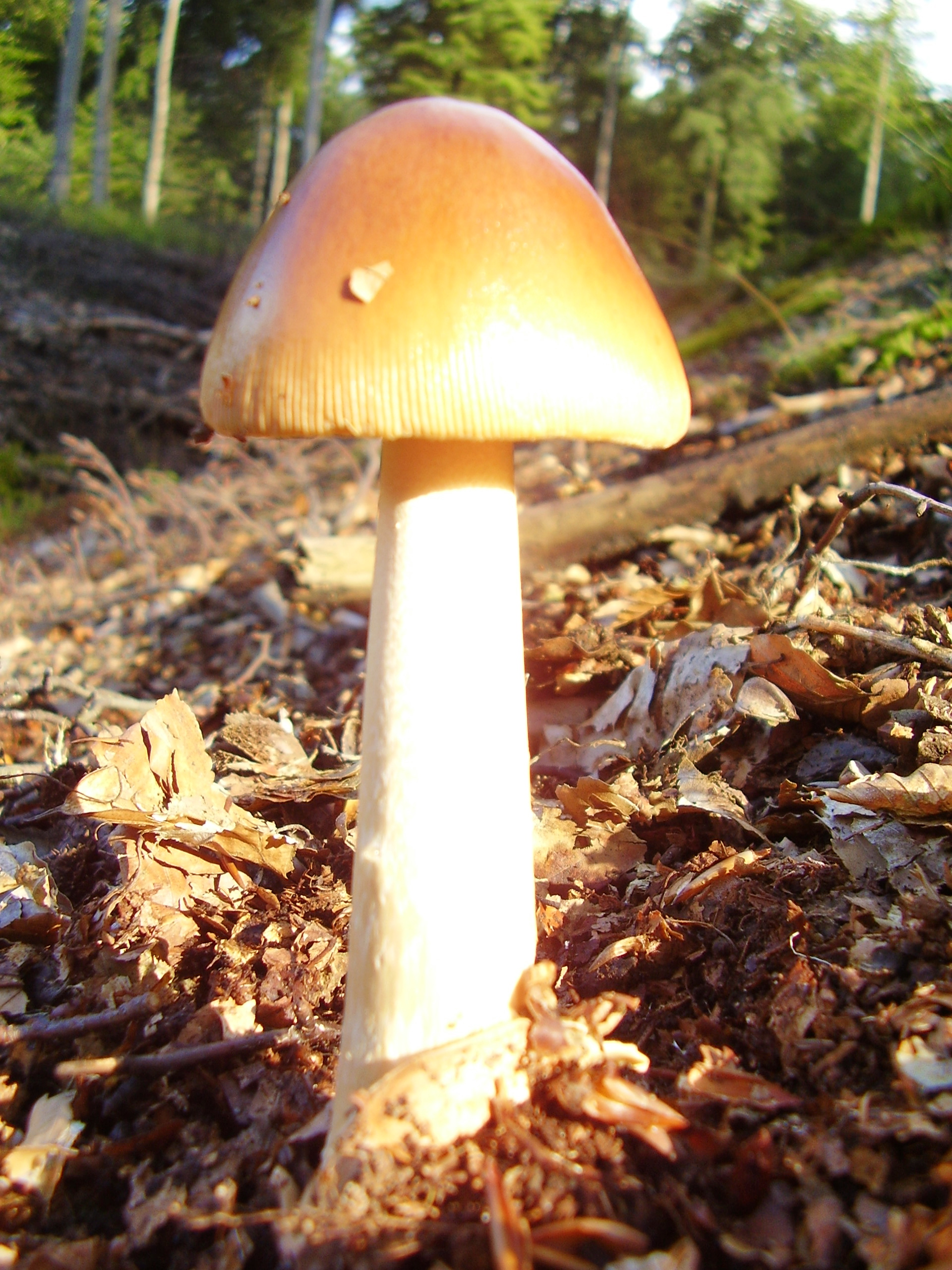
Amanita fulva.

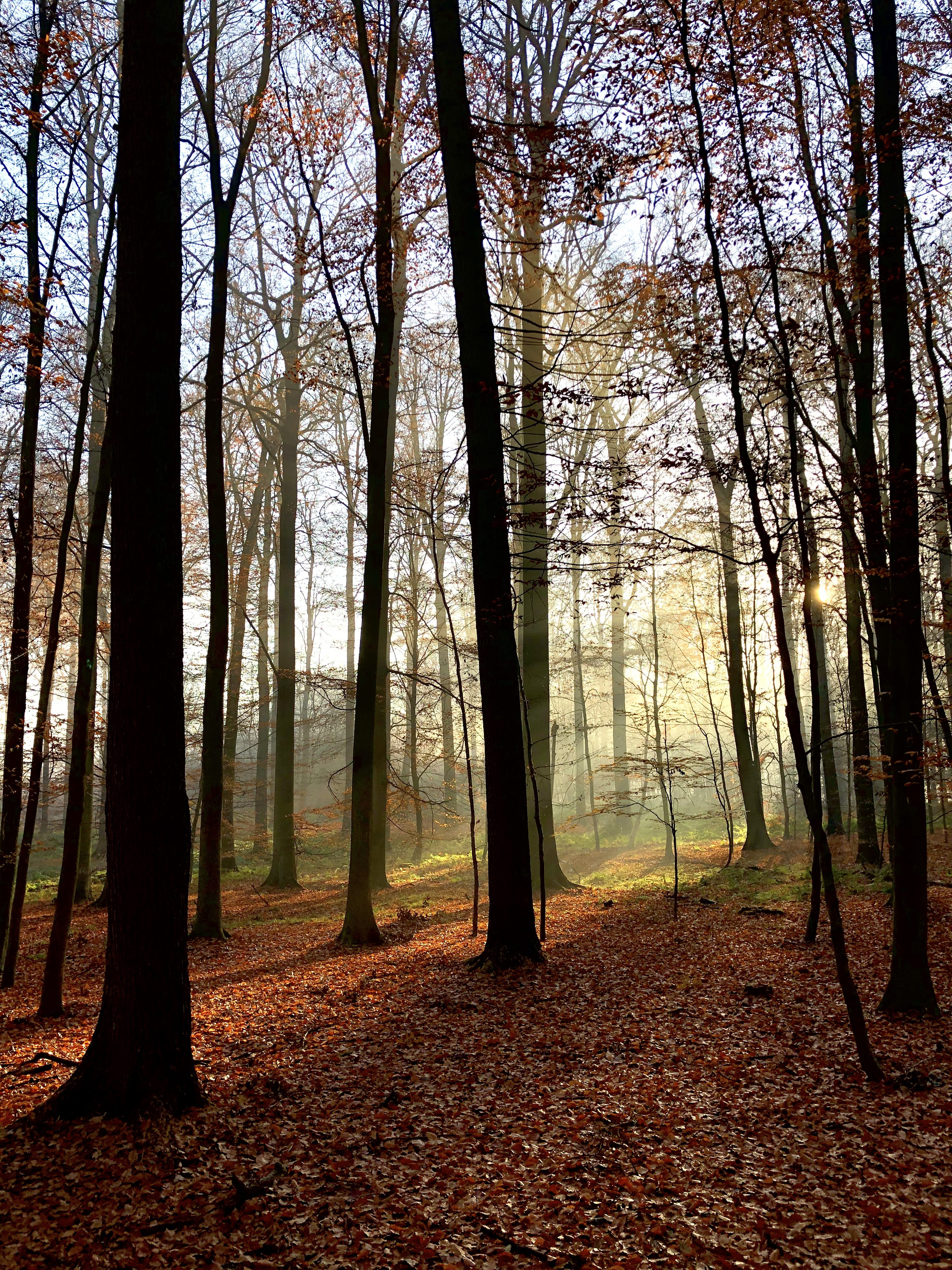

Las extensiones de hayas no permiten que otras plantas se instalen. Las hayas forman un arco que no deja pasar casi la luz del sol y las hojas que caen se descomponen muy lentamente y acidifican el suelo permitiendo sólo que algunas plantas herbáceas se acomoden. 

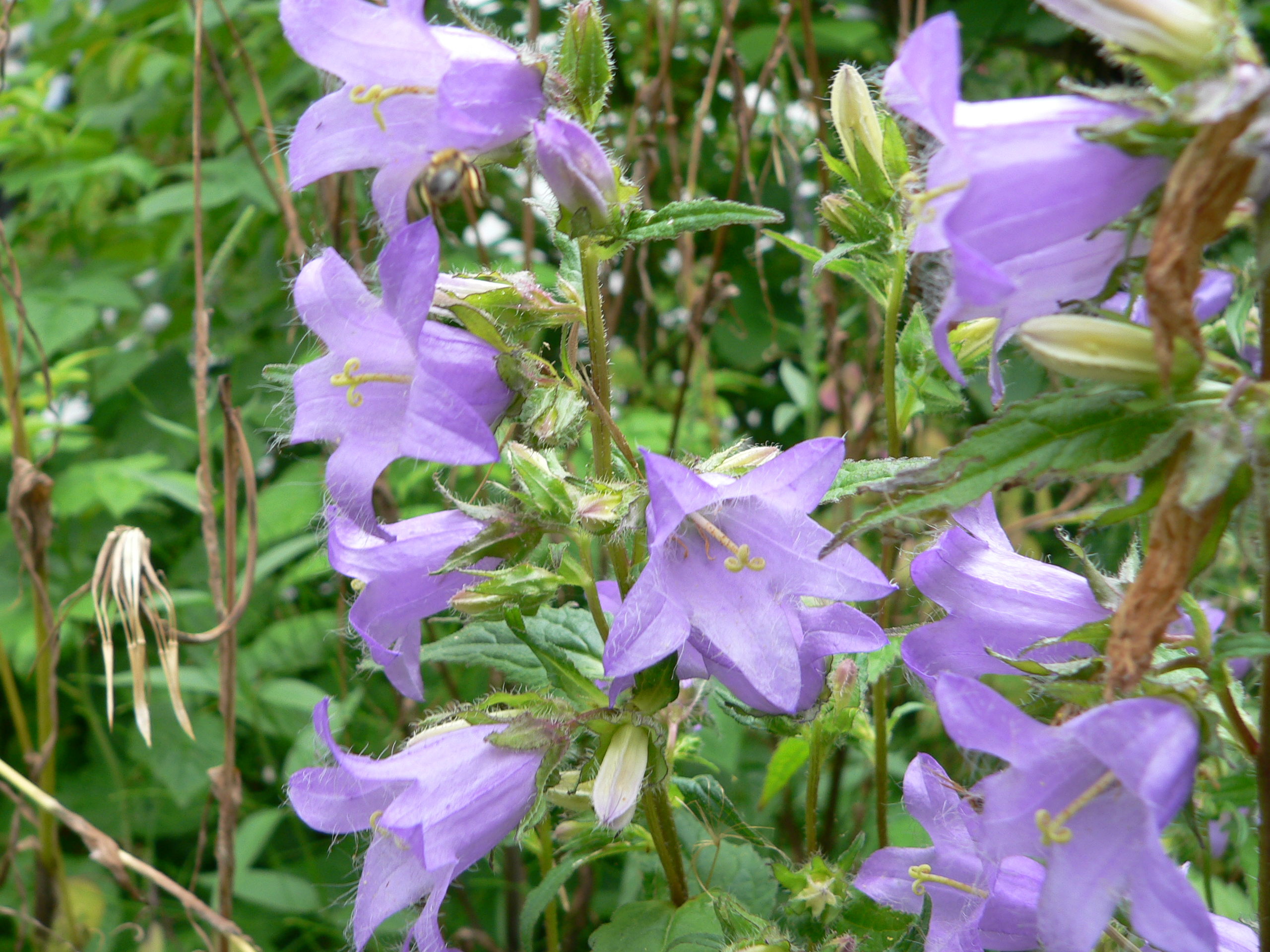
Campanule gantelée.

En las zonas deterioradas, pueden prosperar alerces, pino silvestre o helechos. Siempre que haya terrenos diversificados, pueden prosperar bien el roble albar, el fresno, el arce sicómoro, el carpe, el abedul o una flora aún más diversa, con anémonas de los bosques, caledonias falsos ranúnculos, jacintos, madreselva de los bosques, farolillo de los Cárpatos o nometoques, conocido por sus frutos que cuando estánmaduros proyectan sus semillas.
Las zonas húmedas y fangosas presentan un gran interés botánico. El vallejo del  Vuylbeek fue replantado con chopos y olmos que han atraído a insectos como las libélulas.
Existen además más de 1000 especies de hongos, que a pesar de las prohibiciones sobre su recogida  y de la contaminación, se mantienen sobre todo en zonas apartadas. Además en las zonas más frías y húmedas, aparecen numerosos líquenes y briófitos